# Egidio Bolzon
Egidio Bolzon (* 20. Jahrhundert in Italien) war ein kanadischer Radrennfahrer.

## Sportliche Laufbahn
Bolzon war im Straßenradsport aktiv. 1956 wanderte seine Familie von Italien nach Kanada aus.
1959 gewann er die nationale Meisterschaft im Straßenrennen der Amateure in Kanada. 1962 gewann er den Titel erneut. Er qualifizierte sich mit mehreren Siegen für die Teilnahme an den Olympischen Sommerspielen 1960 in Rom, wurde aber wegen seines Status als Einwanderer nicht nominiert. 1961 wurde er kanadischer Staatsbürger. 1961 siegte er im Etappenrennen Tour du St. Laurent (der späteren Kanada-Rundfahrt) und startete bei der Tour de l’Avenir. Bolzon nahm dreimal am Eintagesrennen von Québec nach Montreal teil und wurde zweimal Zweiter.